# They Shot the Piano Player
Pour plus de détails, voir Fiche technique et Distribution.
They Shot the Piano Player est un film d'animation musical espagnol, français, portugais, péruvien et néerlandais réalisé par Fernando Trueba et Javier Mariscal, sorti en 2023.

## Synopsis
Un journaliste de musique new-yorkais présente au public l'enquête qu'il a mené sur la disparition, en 1976, d'un pianiste de jazz brésilien talentueux, Francisco Tenório Júnior (en). Ce docudrame dessiné est une « ode à la bossa nova » et un regard jeté sur « une période éphémère de liberté créatrice » avant que l'ensemble de l'Amérique du Sud ne bascule dans le totalitarisme.

## Fiche technique
Sauf indication contraire, les informations mentionnées dans cette section peuvent être confirmées par les bases de données cinématographiques IMDb et Allociné,  présentes dans la section « Liens externes ».
- Titre original : They Shot the Piano Player
- Réalisation : Fernando Trueba et Javier Mariscal
- Scénario : Fernando Trueba
- Musique : Lourdes Hernández
- Animation : Carlos León Sancha et Marcello Quintanilha
- Son : Eduardo G. Castro et Alberto Ovejero
- Montage : Arnau Quiles
- Production : Cristina Huete
  - Coproduction : Arnauld Boulard, Bruno Felix, Serge Lalou et Janneke van de Kerkhof
  - Production exécutive : Nano Arrieta et Fabien Westerhoff
- Sociétés de production : Fernando Trueba Producciones Cinematográficas, Arte France Cinéma, Prima Linea Productions, Submarine, Film Constellation, Les Films d'Ici Méditerranée et Tondero
- Société de distribution : Dulac Distribution et Film Constellation
- Pays de production :  Espagne,  France,  Portugal,  Pérou et  Pays-Bas
- Langues originales : espagnol, portugais et anglais
- Genre : Film d'animation musical
- Durée : 103 minutes
- Dates de sortie :
  - Canada : 7 septembre 2023 (Toronto)
  - Espagne : 
    - 23 septembre 2023 (Saint-Sébastien)
    - 6 octobre 2023 (en salles)

  - France : 31 janvier 2024

## Distribution
- Jeff Goldblum : Jeff Harris
- Roberta Wallach : Jessica
- Tony Ramos : João
- Alejandra Flechner : Dõna Haydee
- Stephen Hughes : John Rowles
- Abel Ayala : Claudio Vellejos
- Ângela Rabelo : Suzana de Moraes
- Gilberto Gil, Caetano Veloso, Paulo Moura, Vinícius de Moraes, João Gilberto, Chico Buarque, João Donato, Edu Lobo, Roberto Menescal, Milton Nascimento, Bud Shank, Bebo Valdés, Eduardo Luis Duhalde, Jorge Gonzalez, Ferreira Gullar, Lupicínio Rodrigues, Toquinho et Horacio Verbitsky : eux-mêmes

## Sortie

### Accueil critique
En France, le site Allociné propose une moyenne de 3,8⁄5, d'après l'interprétation de 20 critiques de presse.

## Distinctions

### Nominations
- Prix Gaudí 2024 : meilleur film d'animation
- Goyas 2024 : meilleur film d'animation